# Joanna Mary Boyce
Joanna Mary Boyce (Londres 7 de diciembre de 1831 - 15 de julio de 1861) también conocida por su nombre de casada Joanna Mary Wells, fue una pintora británica conocida por sus retratos, escenas de género y paisajes. Tanto ella como su hermano George Price Boyce, también pintor especializado en acuarelas y paisajes, están asociados con los prerrafaelitas.

## Trayectoria como pintora
Nació en el seno de una familia relacionada con el arte, su padre, George Boyce, era marchante y su hermano Geroge Price, también fue pintor.
En un primer momento su inclinación por la pintura la llevó a ser autodidacta no pudiendo iniciar hasta los 18 años su formación artística formal, inicialmente en la escuela de Francis Stephen Cary (en 1849) y posteriormente en la de James Mathews Leigh (en 1852). También fue alumna del pintor y profesor de pintura francés Thomas Couture.
Durante la primavera del año 1852 visita París con su padre, quien murió al año siguiente, sumiéndola en una gran  tristeza.
Su primera obra, Elgiva, el dibujo de una cabeza de mujer, fue exhibida en la Royal Academy of Arts en 1855, y consiguió  la alabanza del crítico de arte John Ruskin en su primer folleto de la academia, pese a no saber nada de la artista. Gracias esta primera obra empezó a ser reconocida como una pintora de talento.

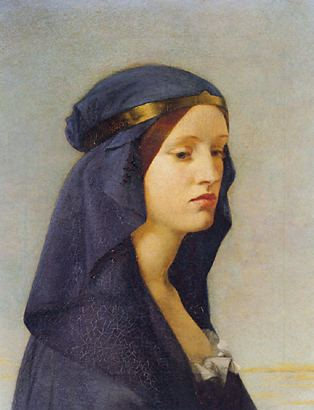
Elgiva

Más tarde, en 1855, vuelve a París y es en ese momento cuando estudia con Couture. En 1857 inicia un viaje por Italia entre 1857 y 1858. Durante su estancia en Roma se casa con el también pintor Henry Tanworth Wells, a quien conoció en 1849, cuando ella estudiaba pintura con el maestro David Cox, en Betws-y-Coed, en el norte de Gales.
Su matrimonio no supuso el abandono de su carrera de pintora, de hecho en Roma empezó un cuadro importante, The Boys' Crusade, y ejecutó varios bocetos y estudios.
A finales de marzo de 1858 regresó a Inglaterra donde comienza Peep-Bo, una pintura calificada como “deliciosa”. Aprovecha su regreso a Inglaterra para  viajar por diferentes lugares del país inspirándose. Así, en otoño de 1858 estuvo en la colina de Hoimbury en Surrey cerca de la colina de Leith, donde pinta su cuadro de The Outcast (Los Marginados), después poéticamente titulado No joy the blowing season gives (No hay alegría en la temporada de viento), que fue rechazado en la Real Academia y luego expuso en la Exposición de Invierno junto con Do I like butter? (¿Me gusta la mantequilla ?), estudio de una niña preguntándose eso mismo.
En la Exposición de la Academia de este año, tres de sus cuadros (Peep-Bo!, Heather-gatherer y La Veneziana, todos ellos cuadros de gran tamaño y diversa excelencia), fueron catalogados por los críticos.
Pese a ser una gran paisajista, con obras destacadas como Isla de Wight o la obra costumbrista, The departuire,  el gran número de bustos que pintó hizo que ciertos círculos la calificaran como  “pintora de cabezas”.
Joanna tuvo una muerte temprana, sobrevenida por fiebre puerperal tras el parto de su tercer hijo, el 15 de julio de 1861.
Al morir de esta manera tan inesperada dejó obras por terminar como Cretchen, una pintura que representa a un personaje del Fausto de Goethe, una joven seducida y destruida, con una  misteriosa serenidad. En 1935 se realizó una exposición individual de su obra en la Tate Gallery.
En la actualidad se pueden contemplar muy pocas obras de esta pintora prerrafaelita, ya que sus obras más importantes se destruyeron en los bombardeos al territorio inglés, durante la Segunda Guerra Mundial.